# آرتورو آنجلس
آرتورو آنجلس (انگلیسی: Arturo Angeles) یک داور فوتبال اهل ایالات متحده آمریکا است. وی سابقه قضاوت در جام جهانی فوتبال را دارد.